# ラダニアン・トムリンソン
ラダニアン・トムリンソン（LaDainian Tomlinson 1979年6月23日-）はテキサス州ローズバッド出身のアメリカンフットボール選手。 ポジションはランニングバック。
2006年にリーグ最優秀選手、 デビューの2001年から8年連続1000ヤード以上を走り、キャリア通算ラン13,684ヤードはリーグ歴代6位、キャリア通算タッチダウン162回はリーグ歴代3位など、NFL史に残る名RBとして知られる。

## 経歴

### プロ入りまで
テキサス州の高校時代に彼はアメリカンフットボールだけでなく、野球、バスケットボールなども行っていた。またアメリカンフットボールでも当初はラインバッカーとしてプレーした。高校3年次に2554ヤードを走り39タッチダウンをあげて地区の最優秀攻撃選手に選ばれた。子供の頃はダラス・カウボーイズやマイアミ・ハリケーンズのファンであり、特に好きな選手はウォルター・ペイトン、ジム・ブラウン、エミット・スミスであった。エミット・スミスの参加しているサマーキャンプでトレーニングをしたこともある。後にESPNのインタビューを受けた際、プレースタイルやメンタリティに関してペイトン、ブラウン、スミスの影響を強く受けたことを明らかにした。
大学に進学を決める際多くの大学からリクルーティングを受けたが、高校3年次からランニングバックに転向した事により、すでに候補を決めていたトップクラスの大学からは声がかからず、テキサス州フォートワースにあるテキサスクリスチャン大学に進学した。大学は過去12年間に1回、34年間に2回しかボウル・ゲームに出場したことのない弱小校であった。1、2年次にはベイジル・ミッチェルと共に併用された。1998年にチームはサンボウルで南カリフォルニア大学を破り41年ぶりにボウル・ゲームで勝利をあげた。3年次の1999年にはテキサス大学エルパソ校戦でNCAA記録となる406ヤードを走り、シーズンでもNCAA1部校トップの1,850ヤードを獲得し18タッチダウンをあげた。4年間であげたラッシングでの5,263ヤード獲得はNCAAディビジョンI史上6位の記録であった。
4年次になった2000年は2年連続でNCAAトップとなった2,158ヤードを獲得し22タッチダウンをあげると共にレシーブでも354ヤードを獲得した。彼は全米カレッジフットボール最優秀ランニングバックに与えられるドーク・ウォーカー賞を獲得、ハイズマン賞候補のファイナリストに残り4位の票を集めた。彼の背番号5は、2005年11月のUNLV戦で永久欠番となるセレモニーが行われた。

### サンディエゴ・チャージャーズ
2001年のNFLドラフトで1巡目全体5位でサンディエゴ・チャージャーズに指名されて入団した。彼は入団後すぐに先発RBとして起用され2004年の最終戦のみ怪我を心配されて温存されて欠場しただけで全試合に先発出場を果たしている。入団してから7シーズンにラッシングで1200ヤード以上、パスレシーブ50回以上の成績を残している。またパス成功8回、そのうち7回はタッチダウンパスを投げている。
2003年にNFL史上初のラッシング1000ヤード以上、100回以上のパスレシーブを達成した選手となった。プロ入り後60試合目でキャリア50回目のタッチダウンをあげておりプロボウルには2002年、2004年、2005年、2006年、2007年と選ばれている。レニー・ムーアの持つ18試合連続タッチダウンのタイ記録も作った。
2005年10月16日のオークランド・レイダース戦では同じ試合でラン、レシーブ、パスのいずれでもタッチダウンをあげたNFL史上7人目の選手となった。このシーズンは肋骨を痛めたものの欠場することなくランで1,462ヤード、18TD、レシーブで370ヤード、2TDをあげた。フェデックスが選ぶ年間最優秀RBに与えられる賞にノミネートされティキ・バーバー、ショーン・アレキサンダーに次いで3位となった。
2006年には連続した6試合で19TDをあげるというNFL記録を作った。そのうちのサンフランシスコ・フォーティナイナーズ戦、シンシナティ・ベンガルズ戦、デンバー・ブロンコス戦ではチーム記録となる1試合4TDをあげた。彼が達成した「3試合連続で3TD以上」、「1シーズンに3試合でTD以上」をあげたことはいずれもNFL初のことであった。2006年11月19日の試合でキャリア89試合目にして100TD以上（102）をあげた。これはこれまでのジム・ブラウン、エミット・スミスの93試合目で達成された記録を更新することとなった。2006年12月3日の試合で新人から6年連続で1236ヤード以上を走った最初の選手となり（翌年には7年連続記録を作った）12月7日、月間最優秀攻撃選手に選ばれた。13試合目でシーズン29タッチダウン（ショーン・アレキサンダーは16試合目で達成）をあげて（パスであげた2回は除いた数字）、12月17日の試合でタッチダウンをあげ46年ぶりにNFL年間最多得点記録を更新。自己最高の2323ヤード（ラン、レシーブ合計獲得ヤード数）を稼ぎ、31TD（ラン28、レシーブ3）をあげた。2007年1月4日、50票中44票を獲得してAP通信が選ぶ最優秀選手となった。残り6票はチームメートのドリュー・ブリーズ、2票はペイトン・マニングであった。この年チームからは9人の選手がプロボウルに選出され彼もAFCの先発RBとなった。2007年1月14日に地元クァルコム・スタジアムで行われたディビジョナルプレーオフで、ラン123ヤード、レシーブ64ヤードを獲得し2TDをあげたがチームは敗れた。
2007年12月2日のカンザスシティ・チーフス戦でウォルター・ペイトンを抜く111回目のTDランをあげた。このシーズン1,474ヤードを獲得し2年連続でNFLのラッシングリーダーとなった。これは2000年のエジャリン・ジェームス以来のことであった。2008年1月6日のテネシー・タイタンズとのワイルドカードプレーオフでは21回のボールキャリーで42ヤード、パスレシーブ3回で19ヤードしか稼げなかったが4アンドゴールの状況からタッチダウンをあげチームは勝利した。1月13日のインディアナポリス・コルツとのディビジョナルプレーオフでは左ひざの怪我で後半は欠場したもののチームは勝利した。1月20日のニューイングランド・ペイトリオッツ戦ではわずか2回のキャリーで5ヤードの獲得に留まりゲームの大部分を欠場することとなりチームは敗れた。
2008年、開幕前、怪我の影響でほとんどチームの練習に参加することができなかった。最初の3週は100ヤード以上を走ることなく1プレイ平均3.3ヤードに留まった。シーズン半ばになっても1ゲームあたり17回のボールキャリーでランで4回、レシーブで1回のタッチダウンであった。100ヤード以上を走った試合は2試合にとどまったが8年連続で1,000ヤードラッシュを果たしサーマン・トーマスの記録に並び、カーティス・マーティン、バリー・サンダース、エミット・スミスに次ぐ記録となった。この年、怪我に悩んだこともありラッシング獲得ヤードはプロ入り後最低の1,110ヤードにラッシング回数も同じく自己最少の292回に終わった。最終週に3タッチダウンをあげてタッチダウンは11回となった。通算ラッシングタッチダウンは126回となりマーカス・アレンの123回を抜き、レシーブタッチダウンとの合計は141回となり歴代3位のアレン、テレル・オーウェンスの145回に迫った。
ワイルドカードプレーオフのコルツ戦で負傷を悪化させディビジョナルプレーオフのピッツバーグ・スティーラーズ戦は欠場、チームは敗れた。
2009年、チームはダレン・スプロールをフランチャイズ選手として指名し高年俸の彼は契約見直しを迫られた。2009年3月10日、チームと3年契約の合意に達しチームへの残留が決定した。エミット・スミスの持つNFL記録である通算ラッシング記録18,335ヤードの更新に意欲を燃やしている。2009年は自己ワーストの730ヤードに終わったがジム・ブラウンの通算ラッシング記録を抜いた。

### ニューヨーク・ジェッツ
2010年3月、チャージャーズから解雇された。その後ニューヨーク・ジェッツと2年520万ドルの契約を結んだ。ジェッツではション・グリーンの控えになると見られているがエースRBとして起用されなくとも不満はなくスーパーボウル優勝に貢献したいと語った。
2010年、ラン914ヤード、6TD、レシーブ52回で368ヤードを獲得した。また翌年1月8日に行われたインディアナポリス・コルツとのディビジョナルプレーオフでは2TDをあげ17-16での勝利に貢献した。
2011年には第3ダウン要員としての起用で、自己最低のラン280ヤードに終わり、シーズンオフにはフリーエージェントとなった。2012年3月、ニューオーリンズ・セインツの報奨金問題について、選手に厳罰を下すことには反対を表明した。ジェッツがインディアナポリス・コルツを解雇されたペイトン・マニングを獲得した場合、マーク・サンチェスは解雇を要求するかもしれないと語った。5月、95%は引退だと語った。

### 引退
2012年6月18日にチャージャーズと再契約し、その場で引退を発表した。また、チャージャーズで着用した背番号21は永久欠番にする可能性がディーン・スパノスチャージャーズ球団社長から示唆された。

### レギュラーシーズン成績
| 年度   | チーム                       | 試合数 | Att   | Yards  | TD  | Fum | Avg | Rec | Yards | TD | PAtt | PComp | Pct. | Yards | TD | INT |
| ------ | ---------------------------- | ------ | ----- | ------ | --- | --- | --- | --- | ----- | -- | ---- | ----- | ---- | ----- | -- | --- |
| 2001年 | サンディエゴ・チャージャーズ | 16     | 339   | 1,236  | 10  | 8   | 3.6 | 59  | 367   | 0  | 0    | 0     | 0    | 0     | 0  | 0   |
| 2002年 | サンディエゴ・チャージャーズ | 16     | 372   | 1,683  | 14  | 3   | 4.5 | 79  | 489   | 1  | 0    | 0     | 0    | 0     | 0  | 0   |
| 2003年 | サンディエゴ・チャージャーズ | 16     | 313   | 1,645  | 13  | 2   | 5.3 | 100 | 725   | 4  | 1    | 1     | 100  | 21    | 1  | 0   |
| 2004年 | サンディエゴ・チャージャーズ | 15     | 339   | 1,335  | 17  | 6   | 3.9 | 53  | 341   | 1  | 2    | 1     | 50   | 38    | 0  | 0   |
| 2005年 | サンディエゴ・チャージャーズ | 16     | 339   | 1,462  | 18  | 3   | 4.3 | 51  | 370   | 2  | 4    | 3     | 75   | 47    | 3  | 0   |
| 2006年 | サンディエゴ・チャージャーズ | 16     | 348   | 1,815  | 28  | 2   | 5.2 | 56  | 508   | 3  | 3    | 2     | 66.7 | 20    | 2  | 0   |
| 2007年 | サンディエゴ・チャージャーズ | 16     | 315   | 1,474  | 15  | 0   | 4.7 | 60  | 475   | 3  | 1    | 1     | 100  | 17    | 1  | 0   |
| 2008年 | サンディエゴ・チャージャーズ | 16     | 292   | 1,110  | 11  | 1   | 3.8 | 52  | 426   | 1  | 1    | 0     | 0    | 0     | 0  | 0   |
| 2009年 | サンディエゴ・チャージャーズ | 14     | 223   | 730    | 12  | 2   | 3.3 | 20  | 154   | 0  | 0    | 0     | 0    | 0     | 0  | 0   |
| 2010年 | ニューヨーク・ジェッツ       | 15     | 219   | 914    | 6   | 4   | 4.2 | 52  | 368   | 0  | 0    | 0     | 0    | 0     | 0  | 0   |
| 2011年 | ニューヨーク・ジェッツ       | 14     | 75    | 280    | 1   | 0   | 3.7 | 42  | 449   | 2  | 0    | 0     | 0    | 0     | 0  | 0   |
| 通算   |                              | 170    | 3,174 | 13,684 | 145 | 31  | 4.3 | 624 | 4,772 | 17 | 12   | 8     | 66.7 | 143   | 7  | 0   |

## 主な記録
NFL記録
- シーズン最多タッチダウン 31（それまでの記録は2005年のショーン・アレキサンダーが作った28）
- シーズン最多ラッシングタッチダウン 28（それまでの記録は2003年のプリースト・ホームズ、2005年のショーン・アレキサンダーが作った27回）
- シーズン最多得点 186（それまでの記録は1960年にポール・ホーナングが作った176）
- ラッシングタッチダウン連続試合 18（それまでの記録は1983年にジョン・リギンズが達成した13）
- 複数タッチダウン連続試合 8（それまでの記録は1983年のジョン・リギンズが達成した7）
- 連続タッチダウンタイ記録（プロフットボール殿堂入りを果たしたレニー・ムーアの18）
- ラッシング獲得200ヤード以上達成試合 4（これまでに多数）
- 100タッチダウン最速達成（ランで90、レシーブで10）89試合目で達成（それまでの記録はジム・ブラウンとエミット・スミスの93試合目）
- 通算ラッシングタッチダウン歴代2位（歴代1位はエミット・スミス）
- 2試合連続4タッチダウン（マーシャル・フォークに次いで史上2人目）
- 連続5試合で16タッチダウン（それまでの記録は自身が2週前に達成した15、ジム・ブラウンの14）
- ラッシングで1000ヤード、レシーブ100回以上を同一シーズンに達成した唯一の選手
- 同一シーズンにランで1800ヤード以上、レシーブで500ヤード以上獲得した2人目の選手
- 20タッチダウン以上を連続シーズンであげたランニングバック（過去にはエミット・スミス、プリースト・ホームズ、ショーン・アレキサンダー、マーシャル・フォークのみ）

チャージャーズ記録
- 歴代ラッシング獲得ヤード 11,760（それまでの記録は1968年まで在籍したポール・ロウの4,972）
- 歴代タッチダウン 141（それまでの記録は1970年まで在籍したランス・アルワースの83）

## 私生活
2003年3月21日、大学時代に知り合った女性と結婚し、現在サンディエゴ郊外のパウェイに930平方メートルの家に3頭の犬と住んでいる。
2007年2月23日、父親と義理の兄が交通事故によって亡くなった。
ナイキ、キャンベル・スープ・カンパニー、VIZIOなどのCMに出演している。2007年4月にはマッデンNFL 2008の表紙となることを拒否、ヴィンス・ヤングが最終的に選ばれた。

## 発言
- 『NFL選手は全員スキルがあり、98%の選手はチャンスをもらえれば、みんなスター選手になれる』[29]